# Bahnstrecke Schandelah–Oebisfelde
| Streckennummer (DB): | 1952                                                               |                                           |                                           |
| Kursbuchstrecke: | 186e (1934) 207e (Schandelah – Velpke (Braunschw) 1946) 222 (1975) |                                           |                                           |
| Streckenlänge: | 29,6 km                                                            |                                           |                                           |
| Spurweite: | 1435 mm (Normalspur)                                               |                                           |                                           |
| |                                                                    |                                           |                                           |
| \| \| \| von Braunschweig \| \| \| \| \| Schandelah \| \| \| \| \| nach Helmstedt–Magdeburg \| \| \| \| 5,4 \| Scheppau ab 2. Oktober 1955 \| Scheppau ab 2. Oktober 1955 \| \| \| 7,2 \| Boimstorf-Rotenkamp \| Boimstorf-Rotenkamp \| \| \| 10,8 \| Glentorf \| Glentorf \| \| \| 12,7 \| Neindorf \| Neindorf \| \| \| 15,0 \| Almke \| Almke \| \| \| 18,0 \| Volkmarsdorf \| Volkmarsdorf \| \| \| 21,1 \| Klein Twülpstedt \| Klein Twülpstedt \| \| \| 24,6 \| Velpke \| Velpke \| \| \| 27,1 \| nach Vorsfelde–Wolfsburg ab 1955 \| nach Vorsfelde–Wolfsburg ab 1955 \| \| \| 27,3 \| Grafhorst 1953–1955 \| Grafhorst 1953–1955 \| \| \| \| \| \| \| \| \| Landesgrenze Niedersachsen–Sachsen-Anhalt \| \| \| \| \| \| \| \| \| \| von Wolfsburg und Wittingen \| \| \| \| \| von Helmstedt \| \| \| \| 29,6 \| Oebisfelde \| Oebisfelde \| \| \| \| nach Berlin \| \| |                                                                    |                                           |                                           |
| Strecke |                                                                    | von Braunschweig                          | von Braunschweig                          |
| Bahnhof |                                                                    | Schandelah                                | Schandelah                                |
| Abzweig ehemals geradeaus und nach rechts |                                                                    | nach Helmstedt–Magdeburg                  | nach Helmstedt–Magdeburg                  |
| Bahnhof (Strecke außer Betrieb) | 5,4                                                                | Scheppau ab 2. Oktober 1955               | Scheppau ab 2. Oktober 1955               |
| Bahnhof (Strecke außer Betrieb) | 7,2                                                                | Boimstorf-Rotenkamp                       | Boimstorf-Rotenkamp                       |
| Bahnhof (Strecke außer Betrieb) | 10,8                                                               | Glentorf                                  | Glentorf                                  |
| Bahnhof (Strecke außer Betrieb) | 12,7                                                               | Neindorf                                  | Neindorf                                  |
| Bahnhof (Strecke außer Betrieb) | 15,0                                                               | Almke                                     | Almke                                     |
| Bahnhof (Strecke außer Betrieb) | 18,0                                                               | Volkmarsdorf                              | Volkmarsdorf                              |
| Bahnhof (Strecke außer Betrieb) | 21,1                                                               | Klein Twülpstedt                          | Klein Twülpstedt                          |
| Bahnhof (Strecke außer Betrieb) | 24,6                                                               | Velpke                                    | Velpke                                    |
| Abzweig geradeaus und nach links (Strecke außer Betrieb) | 27,1                                                               | nach Vorsfelde–Wolfsburg ab 1955          | nach Vorsfelde–Wolfsburg ab 1955          |
| Bahnhof (Strecke außer Betrieb) | 27,3                                                               | Grafhorst 1953–1955                       | Grafhorst 1953–1955                       |
| |                                                                    |                                           |                                           |
| Grenze (Strecke außer Betrieb) |                                                                    | Landesgrenze Niedersachsen–Sachsen-Anhalt | Landesgrenze Niedersachsen–Sachsen-Anhalt |
| |                                                                    |                                           |                                           |
| Abzweig ehemals geradeaus und von links |                                                                    | von Wolfsburg und Wittingen               | von Wolfsburg und Wittingen               |
| Abzweig geradeaus und ehemals von rechts |                                                                    | von Helmstedt                             | von Helmstedt                             |
| Bahnhof | 29,6                                                               | Oebisfelde                                | Oebisfelde                                |
| Strecke |                                                                    | nach Berlin                               | nach Berlin                               |

Die Bahnstrecke Schandelah–Oebisfelde war eine knapp 30 Kilometer lange Nebenbahn im Osten des heutigen Niedersachsen. Der Bahnhof Oebisfelde gehört heute zu Sachsen-Anhalt.
Die Verbindung wurde am 1. Oktober 1902 von der Preußischen Staatsbahn zur Erschließung der ländlichen Region eröffnet. Sie verband dabei ihr Einzugsgebiet über die Bahnstrecke Braunschweig–Magdeburg mit Braunschweig, am Nordostende schloss sie an die Berlin-Lehrter Eisenbahn an.
1945 wurde die Bahnstrecke kurz vor ihrem östlichen Endbahnhof Oebisfelde durch die innerdeutsche Grenze geteilt. Der Verkehr wurde östlich von Velpke eingestellt. 1953 wurde der Verkehr auf einem knapp drei Kilometer langen Abschnitt bis kurz vor der Grenze wieder aufgenommen und ein zusätzlicher Halt in Grafhorst eingerichtet, der denjenigen an der ebenfalls unterbrochenen Bahnstrecke Wittingen–Oebisfelde ersetzte.
Dies war noch nicht zufriedenstellend, und so wurde 1955 eine Verbindungskurve an die Hauptstrecke nach Wolfsburg gelegt. Grafhorst verlor seinen Bahnanschluss endgültig. Die Bundesbahn bot zeitweilig einen Ringverkehr von Braunschweig über Schandelah, Velpke, Wolfsburg und die Schuntertalbahn zurück nach Braunschweig an.
Auch dies konnte die Nachfrage nicht so weit erhöhen, dass die Bundesbahn die Strecke behalten hätte. Am 29. September 1975 wurde der Personenverkehr aufgegeben. Im Güterverkehr wurde zuletzt bis Ende 1987 die Zuckerfabrik in Klein Twülpstedt von Norden her bedient. Am 31. Dezember 1987 wurde der Güterverkehr zwischen Schandelah und Klein Twülpstedt, am 31. Mai 1992 zwischen dem Abzweig Grafhorst und Klein Twülpstedt offiziell eingestellt. 
Nach der Wiedervereinigung wurde zeitweilig diskutiert, die Schnellfahrstrecke Hannover–Berlin mit einem Abzweig über Velpke an Braunschweig anzuschließen, der die alte Trasse teilweise genutzt hätte. Die Stadt Wolfsburg befürwortete stattdessen die Weddeler Schleife, die einen ICE-Halt in Wolfsburg und eine Anbindung des Güterverkehrs auch in Richtung Braunschweig ermöglicht, und setzte sich durch.

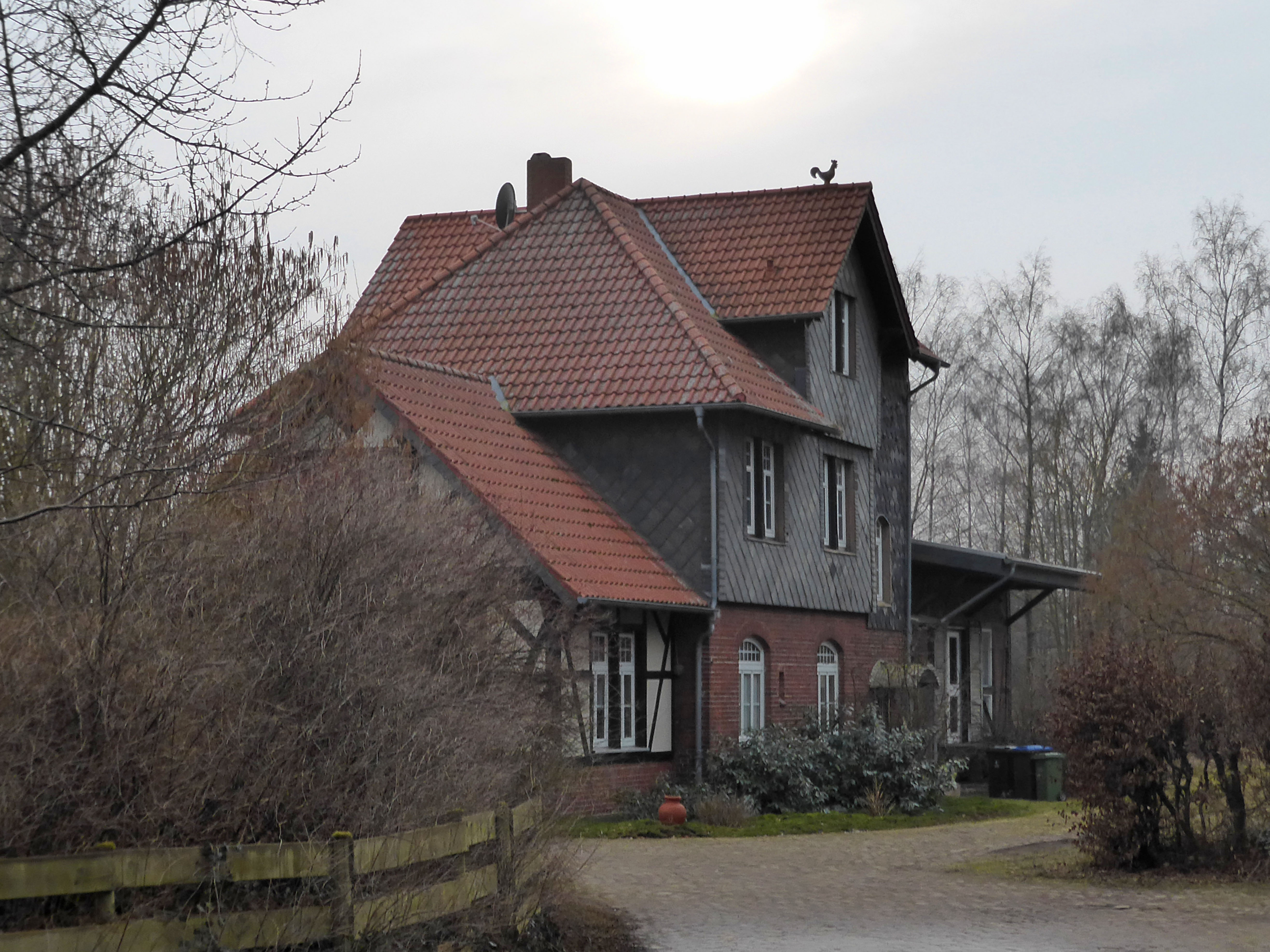
Bahnhof Neindorf
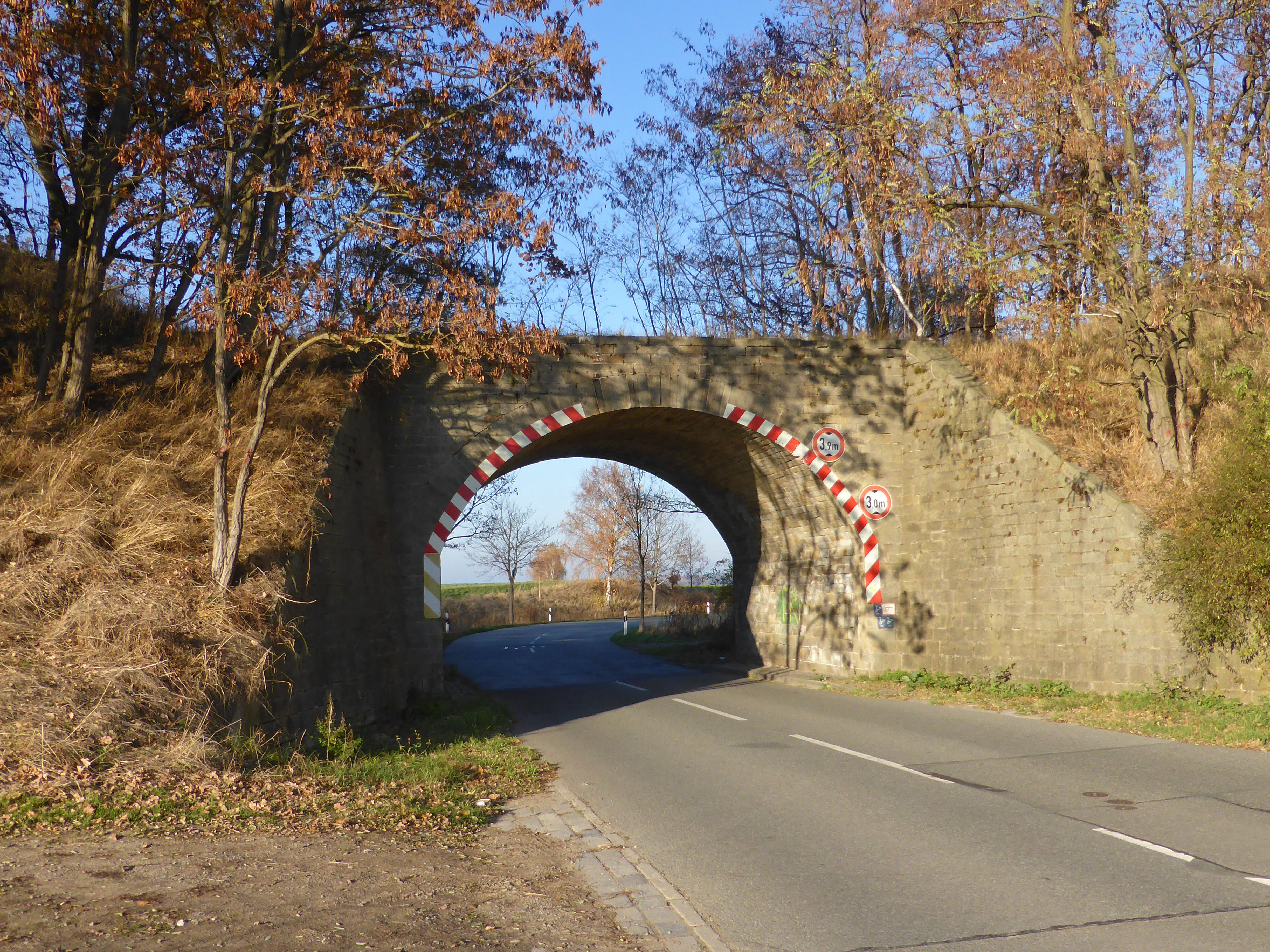
Brücke zwischen Volkmarsdorf und Rümmer
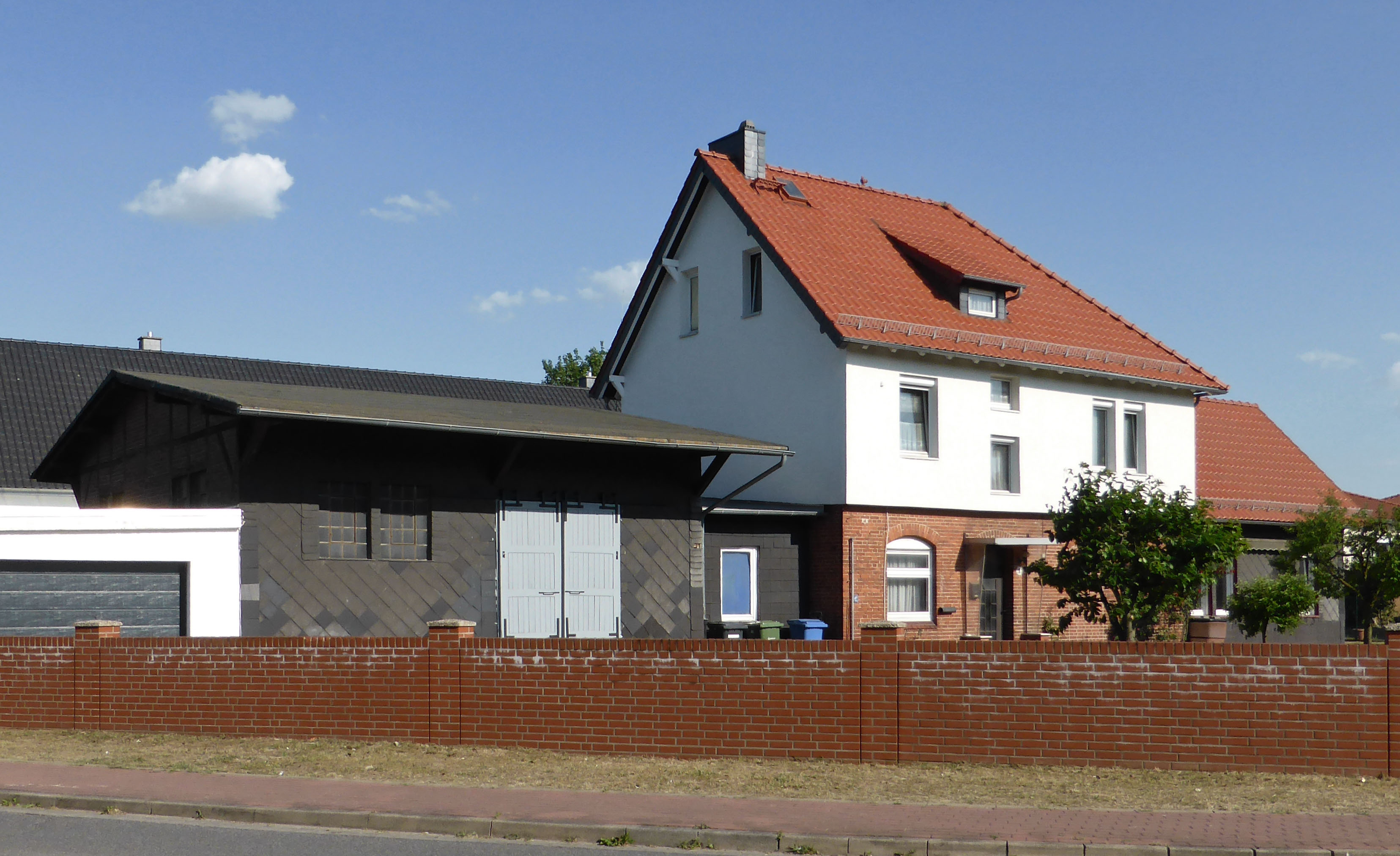
Bahnhof Velpke